# Muswell Hillbillies
Muswell Hillbillies è il nono album in studio del gruppo rock britannico The Kinks, pubblicato nel novembre 1971 dalla RCA Records.

## Titolo
L'album deve il suo titolo alla zona di Muswell Hill situata a North London, dove il leader del gruppo Ray Davies e suo fratello il chitarrista Dave Davies erano cresciuti, e dove formarono la band nei primi anni sessanta.

## Tematiche
Il disco è incentrato sul tema della povertà e della difficile vita della classe operaia inglese, come anche sullo smembramento della vecchia suddivisione del territorio dell'epoca vittoriana, pratica diventata frequente durante gli anni settanta.

## Brani

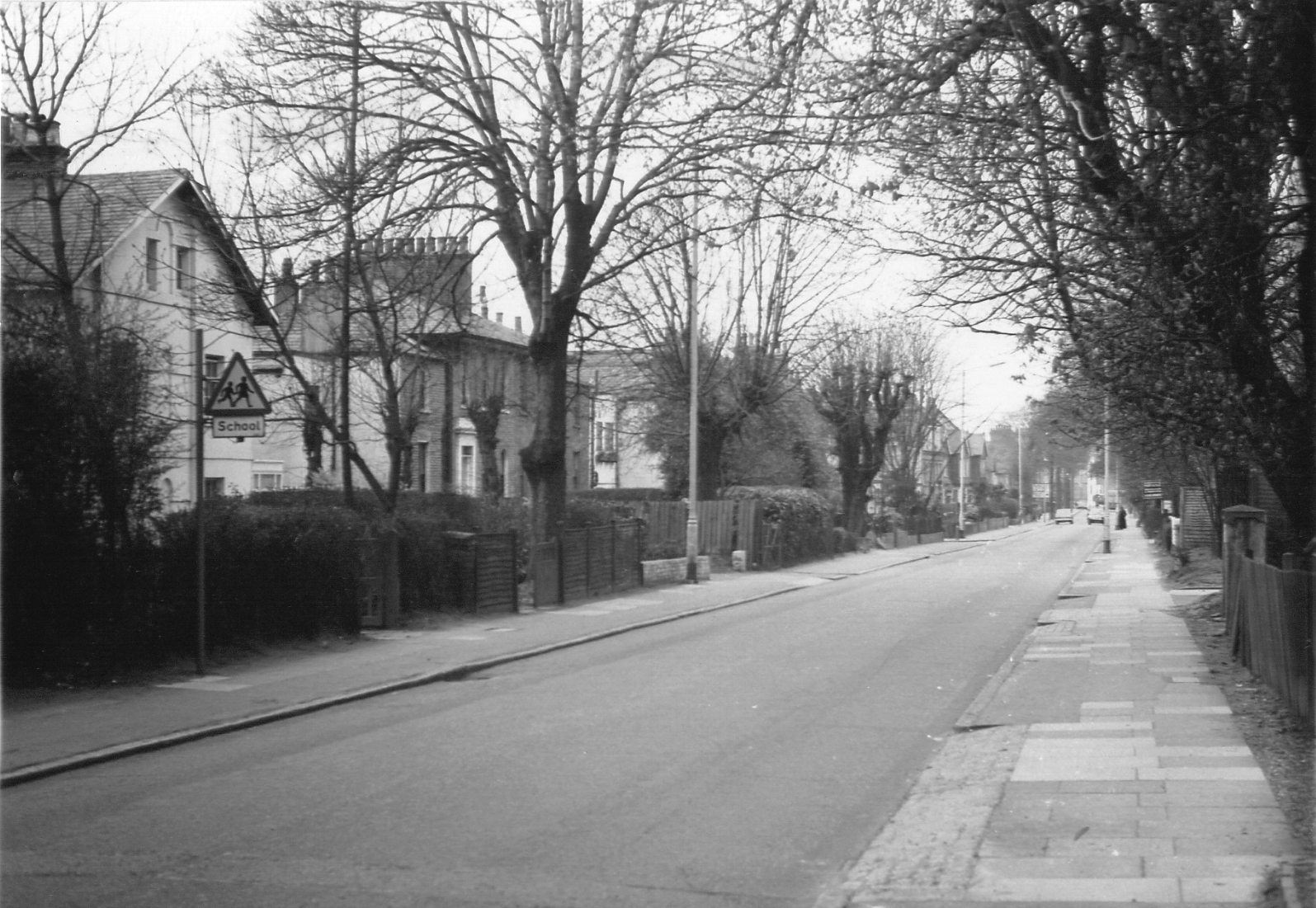
Fortis Green road, Muswell Hill nel 1973

L'album è un'eclettica collezione di composizioni nel variegato stile di Ray Davies, focalizzate sulle tensioni e le frustrazioni della vita moderna. Nella traccia d'apertura, il cantante dichiara: «I'm a 20th century man, but I don't want to be here» ("Sono un uomo del ventesimo secolo, ma non voglio essere qui"). L'album introduce alcuni personaggi fittizi appartenenti alla classe operaia e lo stress al quale vengono costantemente sottoposti nella vita di tutti i giorni. Gli stili musicali presenti nell'opera spaziano dal rock (20th Century Man) al country (Muswell Hillbilly) fino al music-hall tradizionale britannico (Alcohol).

## Storia
Ray Davies e l'ingegnere del suono Mike Bobak utilizzarono dei microfoni vecchi di dieci anni su molte delle tracce del disco, in modo da dare un tocco di antico alle incisioni. Muswell Hillbillies fu inoltre il primo disco dei Kinks a contenere l'apporto della nuova sezione fiati The Mike Cotton Sound, che includeva Mike Cotton alla tromba, John Beecham a trombone e tuba, e Alan Holmes al clarinetto.
Fu il primo album dei The Kinks pubblicato dalla RCA Records, dopo la fine del loro contratto con la Pye Records (Reprise Records negli Stati Uniti).
Dopo la pubblicazione del successivo album dei Kinks, Everybody's in Show-Biz (1972), Davies portò la band in una fase "teatrale" che durò circa quattro anni (1973–1976) con la creazione di elaborati concept album e l'allargamento della formazione del gruppo ad altri numerosi elementi (coriste, ecc...).
Nell'ottobre 2013 è stata pubblicata una deluxe edition di Muswell Hillbillies, con svariate tracce bonus, versioni alternative, e registrazioni dell'epoca tratte dalla BBC.

## Accoglienza
L'album non fu un successo commerciale (fallì l'entrata in classifica in Gran Bretagna e raggiunse solo la posizione numero 48 negli Stati Uniti nella classifica di Record World, e la numero 100 della Billboard Hot 100), e le scarse vendite furono una delusione dopo il successo riscosso da Lola l'anno precedente.

## Copertina
La foto che compare sulla copertina dell'album venne scattata alla Archway Tavern, un pub a più di due miglia di distanza da Muswell Hill. La foto sul retro, che mostra la band sotto un cartellone stradale con direzione Muswell Hill, fu invece scattata su una piccola isola spartitraffico alla intersezione tra Castle Yard e Southwood Lane a Highgate.

## Tracce
- Tutti i brani sono opera di Ray Davies, eccetto dove indicato diversamente.

Lato 1
1. 20th Century Man - 5:57
2. Acute Schizophrenia Paranoia Blues - 3:32
3. Holiday - 2:40
4. Skin and Bone - 3:39
5. Alcohol - 3:35
6. Complicated Life - 4:02

Lato 2
1. Here Come the People in Grey - 3:46
2. Have a Cuppa Tea - 3:45
3. Holloway Jail - 3:29
4. Oklahoma U.S.A. - 2:38
5. Uncle Son - 2:33
6. Muswell Hillbilly - 4:58

### Bonus tracks ristampa CD 1998
1. Mountain Woman - 3:08
2. Kentucky Moon (Demo) - 3:57

### Deluxe edition 2013
CD 1
1. 20th Century Man - 5:57
2. Acute Schizophrenia Paranoia Blues - 3:32
3. Holiday - 2:40
4. Skin and Bone - 3:39
5. Alcohol - 3:35
6. Complicated Life - 4:02
7. Here Come the People in Grey - 3:46
8. Have a Cuppa Tea - 3:45
9. Holloway Jail - 3:29
10. Oklahoma U.S.A. - 2:38
11. Uncle Son - 2:33
12. Muswell Hillbilly - 4:58

CD 2
1. Lavender Lane (stereo mix, 20 settembre 1971) - 3:48
2. Mountain Woman (stereo mix, 16 ottobre 1971) - 3:09
3. Have a Cuppa Tea (stereo mix, alternate version, 20 settembre 1971) - 3:33
4. Muswell Hillbilly (stereo mix, shortened edit, agosto-settembre 1971) - 3:48
5. Uncle Son (stereo mix, alternate version, 20 settembre 1971) - 2:44
6. Kentucky Moon (stereo mix, 16 ottobre 1971) - 3:56
7. Nobody's Fool (mono mix, versione demo, 6 ottobre 1971) - 2:28
8. 20th Century Man (stereo mix, alternate instrumental take, 6 ottobre 1971) - 3:02
9. 20th Century Man (stereo mix, edit, agosto-settembre 1971) - 5:02
10. Queenie (stereo mix, instrumental backing track, settembre 1971) - 3:43
11. Acute Schizophrenia Paranoia Blues (mono mix, registrazione BBC, 5 maggio 1972) - 3:48
12. Holiday (mono mix, BBC recording, 5 maggio 1972) - 3:08
13. Skin and Bone (mono mix, registrazione BBC, 5 maggio 1972) - 2:34

## Formazione
- Ray Davies - chitarra acustica, armonica a bocca, voce solista, tromba, trombone, tuba, sassofono
- Dave Davies - chitarra solista, chitarra slide, banjo, cori
- John Dalton - basso, cori
- John Gosling - pianoforte (acustico ed elettrico), organo, accordion
- Mick Avory - batteria, percussioni
- Mike Cotton - tromba
- John Beecham - trombone, tuba
- Alan Holmes - sassofono, clarinetto
- Mike Bobak; Richard Edwards - Ingegneri del suono[4]